# 桂小梅
桂 小梅（かつら こうめ、本名：大崎 豊、1992年5月18日 - ）は、大阪府大阪市出身の落語家。元子役。浪速高等学校卒業。

## 人物
落語家・4代目桂梅團治の長男として生まれる。落語家で鉄道ファンの父の影響を受けてか、趣味に落語、鉄道、だんじりを挙げている。
2001年夏、かつら小梅の名で小学3年生にして初舞台。この当時は小噺を披露することが主で、落語についてはまだ行っていなかった。
持ちネタは「饅頭恐い」や「動物園」などで、公式サイトによると8つのネタを持ちネタとしていたとのこと。他にも「みょうばん丁稚」などを披露したり、噺の間や終わりにリコーダーを吹くのが定番となっていた。
高校時代の活動休止を経て、2011年4月、父・梅團治に入門し、桂小梅を名乗りプロへ転向する。現在は主に父が主催する落語会の前座を務めたりする他、各方面の落語会に幅広く出演中。また、年2回のペースで自身の独演会であり且つ落語勉強会でもある「小さな梅の会」を行っている。父と同様に趣味の撮り鉄にも積極的に取り組んでいる。

## 出演

### 舞台・寄席
- 小さな梅の会

春団治一門新聞「とらとやな」に小梅をモチーフにした漫画があり、そこに「春團治一門の噺家さんが登場する舞台で、時々高座に上がる」と書かれていた。現在も度々漫画（いわみせいじ作）に登場している。

### ラジオ
- 笑福亭鉄瓶の沸騰!?甲子園（ABCラジオ、2018年8月19日）

笑福亭鉄瓶（母校の大先輩である笑福亭鶴瓶の弟子）に対し、上記の「撮り鉄」について語った。鉄道趣味については一時離れていたものの、中学2年生の時に家族旅行で蒸気機関車を撮影したところ父に珍しく褒められ以来「撮り鉄」になったという。また「乗り鉄」の気持ちは全くわからないとのこと。